# Arenaria (zoologia)
Arenaria Brisson, 1760 è un piccolo genere di uccelli della famiglia Scolopacidae.

## Tassonomia
Comprende solo due specie:
- Arenaria interpres  (Linnaeus, 1758) - voltapietre
- Arenaria melanocephala  (Vigors, 1829) - voltapietre testanera